# Nematolebias
 Nematolebias  és un gènere de peixos de la família Rivulidae i de l'ordre dels ciprinodontiformes.

## Taxonomia
- Nematolebias myersi (Carvalho, 1971)
- Nematolebias papilliferus (Costa, 2002)
- Nematolebias whitei (Myers, 1942)[1][2][3][4][5]